# نسل پاد
نسل پاد (به انگلیسی: The Pod Generation) یک فیلم علمی تخیلی، کمدی و عاشقانه به نویسندگی و کارگردانی سوفی بارت با بازی امیلیا کلارک، چیویتل اجیوفور، روزالی کریگ، وینت رابینسون و ژان-مارک بار است که در سال ۲۰۲۳ منتشر شد.
این فیلم در جشنواره فیلم ساندنس ۲۰۲۳ در ۱۹ ژانویه ۲۰۲۳ اکران شد. کمپانی ورتیکال انترتینمنت حقوق آمریکای شمالی را به دست آوردند و فیلم را در سینماهای محدود در ۱۱ اوت ۲۰۲۳ اکران کردند.

## خلاصه داستان
زوجی آینده‌نگر در نیویورک از فناوری‌هایی مانند رحم مصنوعی و غلاف‌های جداشدنی برای رشد خانواده‌شان استفاده می‌کنند.

## تولید
فیلمبرداری در مارس ۲۰۲۲ در کشور بلژیک انجام شد.

## بازخوردها
در وب‌سایت جمع‌آوری نقد راتن تومیتوز از ۷۶ نقد منتقد، با میانگین امتیاز ۵٫۶ ار ۱۰ مثبت هستند. اجماع وب‌سایت چنین می‌گوید: «نسل پاد با توجه به اینکه فیلمنامه‌های دوربرگردان آن اجراهای محکم امیلیا کلارک و چیوتل اجیوفور را تضعیف می‌کند، ذهن را تحریک می‌کند، اما نه چیز دیگری». در متاکریتیک، که از میانگین وزنی استفاده می‌کند، بر اساس ۲۲ منتقد، امتیاز ۶۰ از ۱۰۰ را به فیلم اختصاص داد که نشان دهنده «بررسی‌های مختلط یا متوسط» است.